# Sierck-les-Bains
Sierck-les-Bains (fràncic lorenès Siirk) és un municipi francès situat al departament del Mosel·la i a la regió del Gran Est. L'any 2007 tenia 1.710 habitants.

## Demografia

### Població
El 2007 la població de fet de Sierck-les-Bains era de 1.710 persones. Hi havia 712 famílies, de les quals 208 eren unipersonals (104 homes vivint sols i 104 dones vivint soles), 216 parelles sense fills, 244 parelles amb fills i 44 famílies monoparentals amb fills.
La població ha evolucionat segons el següent gràfic:
Habitants censats

### Habitatges
El 2007 hi havia 854 habitatges, 723 eren l'habitatge principal de la família, 26 eren segones residències i 105 estaven desocupats. 446 eren cases i 407 eren apartaments. Dels 723 habitatges principals, 395 estaven ocupats pels seus propietaris, 308 estaven llogats i ocupats pels llogaters i 20 estaven cedits a títol gratuït; 26 tenien una cambra, 89 en tenien dues, 135 en tenien tres, 136 en tenien quatre i 337 en tenien cinc o més. 437 habitatges disposaven pel capbaix d'una plaça de pàrquing. A 314 habitatges hi havia un automòbil i a 325 n'hi havia dos o més.

### Piràmide de població
La piràmide de població per edats i sexe el 2009 era:
| Homes | Edats   | Dones |
| ----- | ------- | ----- |
| 4     | 95 o +  | 0     |
| 0     | 90 a 94 | 20    |
| 4     | 85 a 89 | 56    |
| 12    | 80 a 84 | 32    |
| 24    | 75 a 79 | 72    |
| 32    | 70 a 74 | 36    |
| 40    | 65 a 69 | 56    |
| 36    | 60 a 64 | 28    |
| 52    | 55 a 59 | 36    |
| 40    | 50 a 54 | 48    |
| 68    | 45 a 49 | 60    |
| 96    | 40 a 44 | 96    |
| 56    | 35 a 39 | 80    |
| 68    | 30 a 34 | 52    |
| 60    | 25 a 29 | 48    |
| 52    | 20 a 24 | 72    |
| 84    | 15 a 19 | 85    |
| 80    | 10 a 14 | 56    |
| 40    | 5 a 9   | 48    |
| 48    | 0 a 4   | 48    |

## Economia
El 2007 la població en edat de treballar era de 1.168 persones, 881 eren actives i 287 eren inactives. De les 881 persones actives 810 estaven ocupades (457 homes i 353 dones) i 71 estaven aturades (34 homes i 37 dones). De les 287 persones inactives 80 estaven jubilades, 84 estaven estudiant i 123 estaven classificades com a «altres inactius».

### Ingressos
El 2009 a Sierck-les-Bains hi havia 706 unitats fiscals que integraven 1.661 persones, la mediana anual d'ingressos fiscals per persona era de 18.453 €.

### Activitats econòmiques
Dels 91 establiments que hi havia el 2007, 4 eren d'empreses alimentàries, 1 d'una empresa de fabricació d'altres productes industrials, 8 d'empreses de construcció, 21 d'empreses de comerç i reparació d'automòbils, 1 d'una empresa de transport, 10 d'empreses d'hostatgeria i restauració, 5 d'empreses financeres, 5 d'empreses immobiliàries, 7 d'empreses de serveis, 20 d'entitats de l'administració pública i 9 d'empreses classificades com a «altres activitats de serveis».
Dels 34 establiments de servei als particulars que hi havia el 2009, 1 era una oficina d'administració d'Hisenda pública, 1 gendarmeria, 1 oficina de correu, 4 oficines bancàries, 1 funerària, 1 taller de reparació d'automòbils i de material agrícola, 1 autoescola, 1 paleta, 3 guixaires pintors, 2 electricistes, 3 empreses de construcció, 3 perruqueries, 1 veterinari, 6 restaurants, 2 agències immobiliàries i 3 salons de bellesa.
Dels 10 establiments comercials que hi havia el 2009, 1 era una gran superfície de material de bricolatge, 3 fleques, 1 una fleca, 1 una peixateria, 1 una llibreria, 1 una sabateria i 2 floristeries.

## Equipaments sanitaris i escolars
El 2009 hi havia 1 farmàcia i 1 ambulància.
El 2009 hi havia 1 escola maternal i 1 escola elemental. Sierck-les-Bains disposava d'un col·legi d'educació secundària amb 551 alumnes.

## Poblacions més properes
El següent diagrama mostra les poblacions més properes.